# 캐스퍼 (대한민국의 래퍼)
캐스퍼(KASPER, 본명: 이세린, 1993년 4월 17일 ~ )는 대한민국의 가수, 래퍼이다. 2017년 1월 18일 디지털 싱글《Lean On Me》를 발표하고 정식 데뷔를 했다.

## 학력
- 애머스트 칼리지

## 음반 목록

### 싱글 앨범
| 순서 | 음반 정보                                      | 트랙 리스트   |
| ---- | ---------------------------------------------- | ------------- |
| 1    | Lean On Me (전화해) - 발매일 : 2017년 1월 18일 | 1. Lean On Me |

## 방송
- 2014년 Mnet 《아메이카 Kstyle TV》
- 2014년 ~ 2015년 유튜브 《위시트렌드 TV》 - 호스트
- 2015년 Mnet 《Show Me The Money 4》
- 2015년 Mnet 《언프리티 랩스타 2》
- 2016년 SBS MTV 《아이돌 요리대회》
- 2017년 Mnet 《Show Me The Money 6》
- 2017년 tvN 《소사이어티 게임 시즌 2》
- 2017년 KBS2 《1대 100》 - 100인 도전자

## 광고
- 2015년 맥 비바글램
- 2016년 에이프릴 스킨

## 화보
- 2016년 '아레나 옴므 플러스' 10월호